# Miryoku ga Sugoi yo
Miryoku ga Sugoi yo (魅力がすごいよ?) è l'album in studio di debutto della band rock giapponese Gesu no Kiwami Otome, pubblicato il 28 ottobre 2014 da unBorde una sotto etichetta di Warner Music Japan.

## Produzione e background
Enon Kawatani ha dichiarato che con questo album ha voluto rompere l'immagine del suo precedente stile di composizione: rap + quattro battute + melodia cantata in coro. Ha rivoluzionato questo concetto con il brano di lancio 猟奇的なキスを私にして (Ryōki-tekina kisu o watashi ni shite?), che è diventato l'asse conduttore dell'album, e lo ha ampliato.
Nel mese di agosto, il gruppo ha pubblicato il suo primo singolo, 猟奇的なキスを私にして (Ryōki-tekina kisu o watashi ni shite?) / アソビ (Asobi?). Ryōki-tekina kisu o watashi ni shite è stata usata per Arasā-chan Mushūsei, un adattamento di un fumetto scritto da Nayuka Mine. La seconda traccia Asobi non era originariamente un singolo, ma è stata promossa perché la canzone è stata scelta per il marchio di smartphone Isai FL della società di telefonia cellulare au.
La canzone デジタルモグラ (Dejitaru Mogura?) è stata scelta per il mystery drama Subete ga F ni naru, con Emi Takei e Gō Ayano, andato in onda a partire dal 21 ottobre. La canzone è stata la traccia principale dell'album ed è stata pubblicata su iTunes il 13 ottobre 2014.
È stata pubblicata un'edizione limitata dell'album, con una riproduzione della borsa (tote bag) da cui il gruppo ha preso il nome, creata da uno studente di arte amico della tastierista Chan Mari.
Un giorno prima della data di uscita dell'album, il 28 ottobre, Gesu no Kiwami Otome si sono esibiti in un concerto gratuito dal vivo a Tokyo. Nei mesi di novembre e dicembre 2014, il gruppo si è esibito in un tour nazionale, Gesu na Miryoku? con 18 concerti in 14 località del Giappone. Il finale del tour, tenutosi a Okinawa, ha visto anche l'esibizione degli indigo la End.
Nel marzo 2015, la band è stata premiata come miglior artista alla settima edizione dei CD Shop Awards, grazie all'extended play Min'na nōmaru e Miryoku ga Sugoi yo.
Come per i lavori precedenti del gruppo, l'artista Nobumi Fukui ha creato l'immagine di copertina.

## Tracce
Testi e musiche di Enon Kawatani.
1. ラスカ (Rasuka?) – 3:58
2. デジタルモグラ (Dejitaru Mogura?) – 3:37
3. crying march – 3:22
4. 星降る夜に花束を (Hoshifuruyoru ni hanataba o?) – 3:13
5. 列車クラシックさん (Ressha kurashikku-san?) – 2:11
6. 猟奇的なキスを私にして (Ryōki-tekina kisu o watashi ni shite?) – 3:56
7. サリーマリー (Sarī Marī?) – 5:10
8. ruins – 0:49
9. アソビ (Asobi?) – 2:37
10. 光を忘れた (Hikari o wasureta?) – 3:57
11. bye-bye 999 – 6:09

## Classifiche
| Classifica (2016)                    | Posizione massima |
| ------------------------------------ | ----------------- |
| Oricon Japan classifica giornaliera  | 3                 |
| Oricon Japan classifica settimanale  | 4                 |
| Oricon Japan classifica mensile      | 7                 |
| Oricon Japan album annuale           | 93                |
| Taiwan G-Music Uscite Asia orientale | 20                |

## Certificazioni
| Classifica                 | Totale   |
| -------------------------- | -------- |
| Certificazione fisica RIAJ | +100.000 |
| Vendite fisiche Oricon     | 82.000   |